# Vassilissa-la-très-belle
Vassilissa-la-très-belle, ou Vassilissa la Belle (en russe : Василиса Прекрасная,  Vassilissa Prekrasnaïa), est un conte merveilleux russe, recensé par Alexandre Afanassiev dans ses  Contes populaires russes, sous le numéro 59 dans l'édition originale, et 104 dans l'édition de 1957.

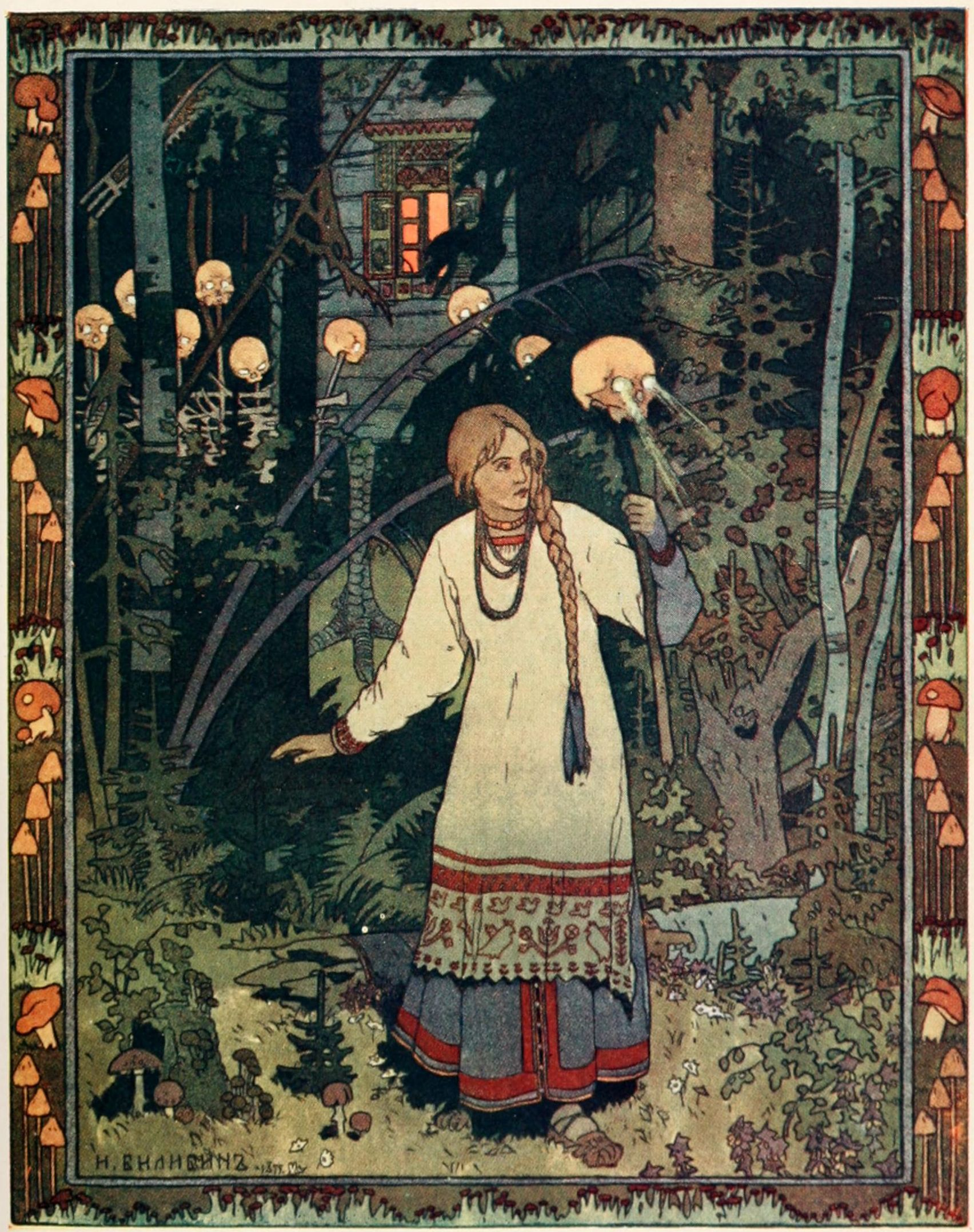
Vassilissa à son retour de chez la Baba Yaga, par Ivan Bilibine.

Il s'agit de la rédaction littéraire d'un conte populaire dont la version originale est restée inconnue. On en connaît trois variantes russes et deux ukrainiennes.
Il existe un film et un dessin animé soviétiques portant ce titre, mais ils font référence au conte plus connu sous le nom de La Princesse-Grenouille, et dans lequel Vassilissa, qualifiée de премудрая (premoudraïa) (très-sage), a été ensorcelée et transformée en grenouille par Kochtcheï.

## Thème général

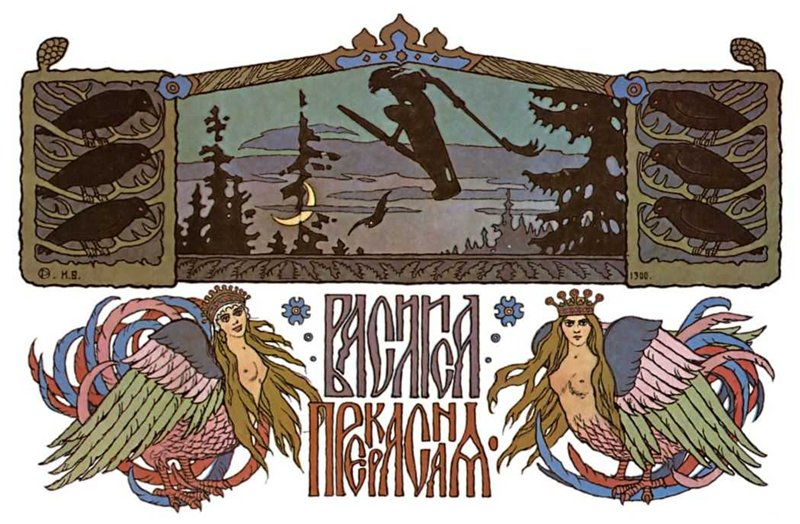
Frontispice pour le conte, par Bilibine.

En butte aux tourments infligés par une marâtre et ses filles, une jeune fille est aidée par une poupée aux pouvoirs surnaturels. Celle-ci lui permet de s'acquitter des épreuves infligées par la sorcière chez qui elle a été envoyée sous le prétexte de chercher du feu. Elle rentre chez elle porteuse d'un crâne aux yeux ardents, qui consument la marâtre et ses filles. Elle part ensuite à la ville, est recueillie par une vieille auprès de laquelle elle tisse une toile merveilleuse. La vieille offre la toile au tsar, qui finit par convoquer la jeune fille au palais, tombe amoureux d'elle et l'épouse.

## Résumé

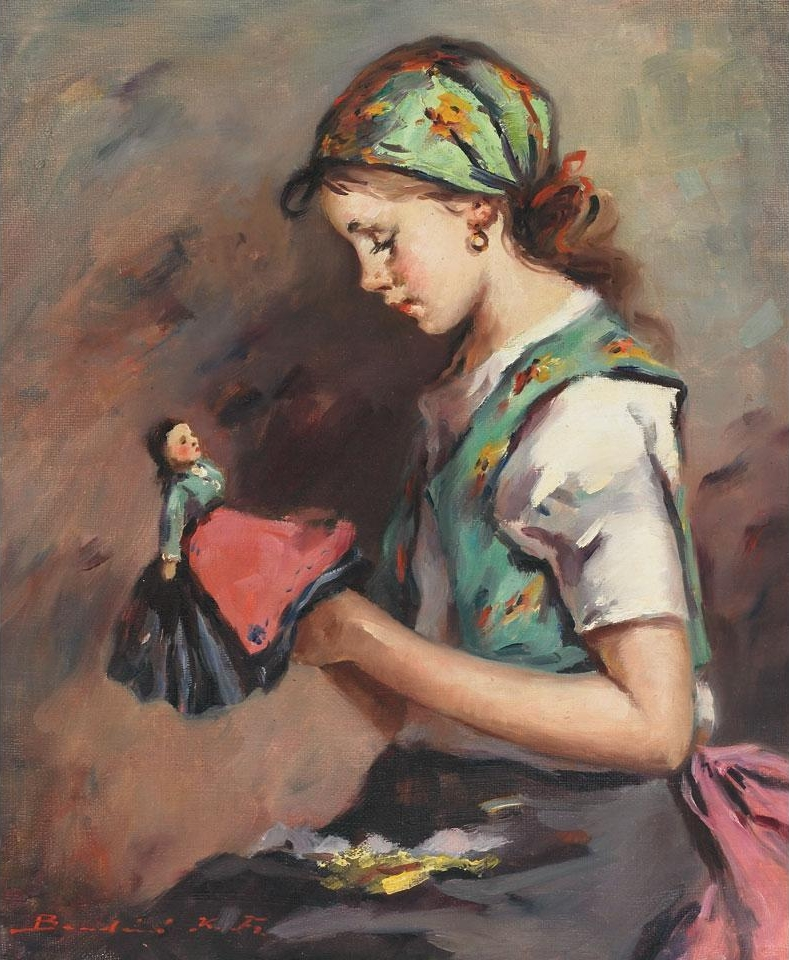
Jeune fille à la poupée (Károly Ferenczy)

Vassilissa est la fille unique d'un marchand veuf. Avant de mourir, sa mère lui a confié une poupée en lui recommandant de la garder précieusement avec elle, de ne la montrer à personne et de lui donner à manger lorsqu'elle-même aura besoin d'aide. Le marchand se remarie avec une veuve qui a déjà deux filles, lesquelles se mettent à jalouser et à tourmenter Vassilissa. Celle-ci, en cachette, raconte ses malheurs à la poupée, qui la conseille et l'aide en réalisant les travaux pénibles à sa place.

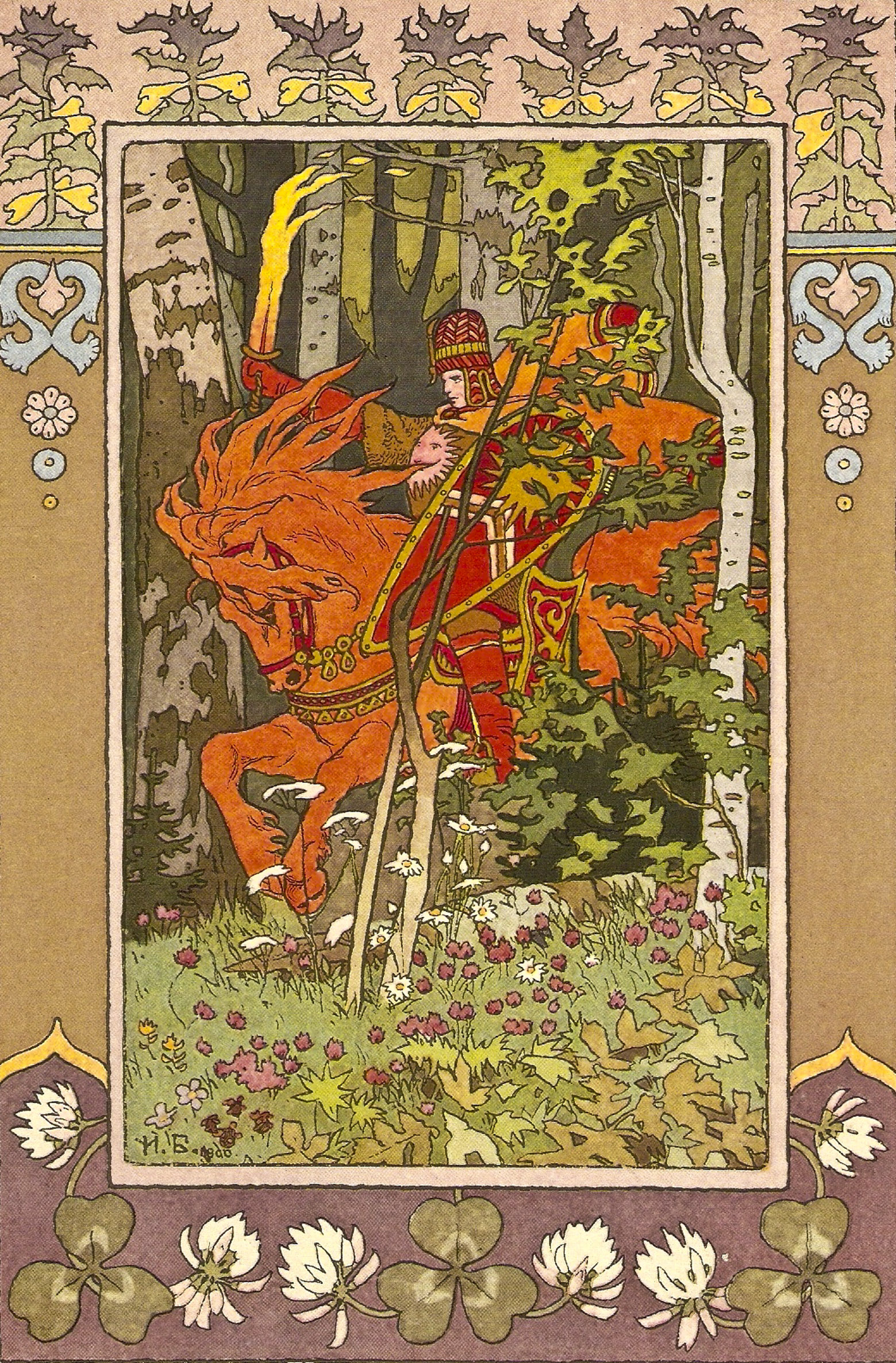
Le cavalier rouge par Bilibine.

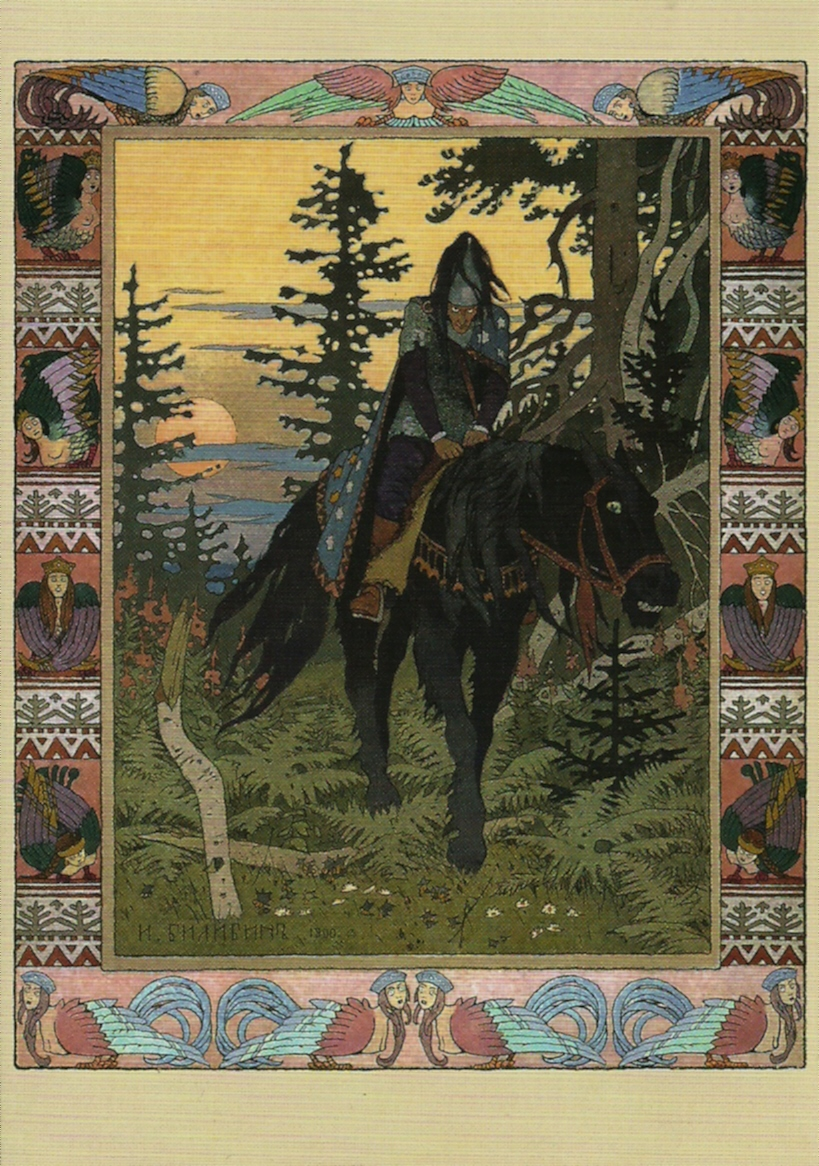
Le cavalier noir par Bilibine.

Un jour, alors que le marchand est parti pour un long voyage, la marâtre envoie Vassilissa chez la sorcière cannibale Baba Yaga sous le prétexte de lui demander du feu, que ses filles ont laissé s'éteindre. La poupée la réconforte et lui recommande de l'emporter avec elle. Chemin faisant, Vassilissa rencontre successivement trois cavaliers, l'un tout blanc à l'aube, le second tout rouge à l'aurore ; elle croise le troisième, tout noir, alors qu'elle est parvenue à la clairière où se dresse la hutte de Baba Yaga et que la nuit tombe, . L'endroit est particulièrement sinistre, la maison étant faite d'ossements, ornée de crânes portant des yeux brillant dans la nuit, et le cadenas étant figuré par une bouche prête à mordre.
Arrive, voyageant dans les airs dans son mortier, la Baba Yaga, qui déclare sentir une odeur de chair humaine. Tremblante, Vassilissa se découvre et explique le motif de sa visite. Baba Yaga, qui indique au passage connaître les filles de la marâtre, la prend alors à son service, et lui ordonne d'abord de lui servir tout ce qui peut se manger et se boire dans la maison : elle dévore tout, ne laissant que quelques restes à la jeune fille. Avant de se coucher, elle lui annonce que le lendemain, en son absence, elle devra tout ranger, nettoyer, et trier un boisseau de blé grain par grain. La poupée, à qui Vassilissa a donné les restes et raconté sa peine, la réconforte, l'assurant que tout ira bien.
Le lendemain, le travail se fait en effet tout seul, grâce à la poupée. A la nuit tombée, Baba Yaga est de retour et ne voit rien à redire. Elle appelle alors ses serviteurs pour moudre le blé, et trois paires de bras,  apparaissent et emportent le grain. Avant de se coucher, elle annonce à Vassilissa que le lendemain, en plus du travail effectué ce jour-là, elle devra trier un boisseau de graines de pavot, sans quoi elle sera dévorée. Encore une fois, la poupée lui conseille de prier et d'aller dormir tranquillement, demain étant un autre jour.
Tout se passe de la même façon que la veille, et les trois paires de bras emportent les graines de pavot pour en extraire l'huile. Vassilissa s'enhardit à demander à la sorcière qui sont les trois cavaliers, et celle-ci lui répond qu'il s'agit de son jour clair, de son soleil ardent et de sa sombre nuit. La jeune fille s'abstient cependant prudemment d'en demander davantage à propos des trois paires de bras, et Baba Yaga l'approuve de ne poser des questions que sur ce qui se passe à l'extérieur, et non à l'intérieur. Toutefois, lorsque Vassilissa lui avoue qu'elle est aidée dans ses tâches par la bénédiction maternelle, la sorcière, irritée, la jette dehors, ne voulant « pas de bénis chez elle », mais non sans lui donner malgré tout un crâne aux yeux ardents planté sur un bâton, puisque les filles de la marâtre réclamaient du feu.
Les yeux du crâne éclairent le chemin à travers la forêt que Vassilissa retraverse de nuit ; elle chemine encore un jour, puis veut jeter le crâne, pensant que les deux filles auront trouvé du feu entretemps, mais le crâne lui-même lui ordonne de n'en rien faire et de le porter jusque chez la marâtre. Lorsqu'elle arrive à la maison, plongée dans le noir, les yeux du crâne se fixent sur la marâtre et ses filles, les poursuivant partout et finissant par les consumer.

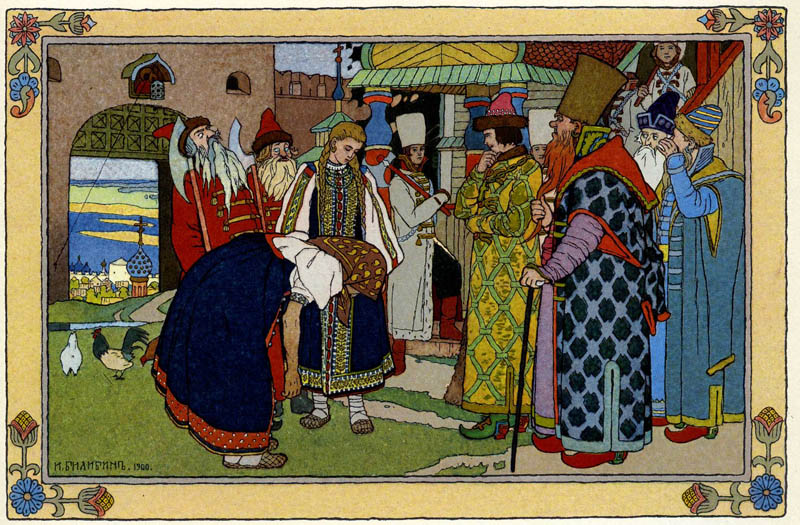
Vassilissa et la vieille à la cour du tsar.

Vassilissa enterre le crâne, ferme la maison et s'en va à la ville, où une vieille femme la recueille en attendant le retour de son père. La jeune fille, toujours aidée par sa poupée, se met à tisser une toile de lin extraordinairement légère et solide, et propose à la vieille d'aller la vendre au marché, mais celle-ci est d'avis qu'une telle toile ne peut qu'être offerte au tsar, ce qu'elle fait, recevant des cadeaux en échange. Le tsar veut faire couper des chemises dans la toile, mais aucun tailleur n'y parvient. Il envoie alors chercher la vieille, qui l'informe que c'est sa fille adoptive qui a tissé la toile. Le tsar ordonne que celle-ci couse elle-même les chemises. Vassilissa s'exécute, et se rend au palais pour livrer son travail, soigneusement vêtue et apprêtée : le tsar tombe immédiatement amoureux d'elle et l'épouse.
Le père de Vassilissa revient de voyage, découvre le bonheur de sa fille et reste vivre auprès d'elle, ainsi que la vieille. Vassilissa, devenue tsarine, gardera toute sa vie sa poupée sur elle, dans sa poche.

## Rapprochements et interprétation
Le conte a été rapproché du conte-type AT 480 (Tâches surnaturelles / Les Fileuses près de la Fontaine) sous le code AT 480B* (conte n'existant que dans la tradition slave orientale).
Vassilissa pourrait être le même personnage que Vassilissa Mikoulichna.
Lise Gruel-Apert indique que le thème du feu se retrouve dans un conte bachkir, et qu'on peut établir des relations avec des sagas islandaises.
Le folkloriste russe Vladimir Propp fait référence à ce conte dans Les Racines historiques du conte (voir Bibliographie), en s'intéressant notamment au motif des poupées. Il rappelle que des poupées interviennent également dans le conte intitulé en français Prince Daniel, mots de miel, et insiste sur la recommandation faite ici à Vassilissa par sa mère mourante de nourrir la poupée. Il signale que de nombreux peuples fabriquaient des pantins de bois utilisés comme réceptacles de l'âme des défunts, et auxquels ils donnaient à manger tout ce qu'ils mangeaient eux-mêmes. Zelenine mentionne ce fait à propos notamment des Goldes, des Ostiaks, des Guiliaks, des Orotches, des Chinois, et en Europe des Maris ou des Tchouvaches. Des coutumes similaires ont aussi été signalées en Afrique et en Nouvelle-Guinée. Propp rappelle aussi que les anciens Égyptiens faisait usage de figurines à des fins magiques. Il conclut que la figurine, ou la poupée, représente l'incarnation d'un défunt, qu'il convient de nourrir, et qui en retour aidera les vivants.
Maria Tatar, dans son commentaire sur ce conte (in : The Annotated Classic Fairy Tales), fait remarquer que contrairement à Blanche-Neige ou Cendrillon, dont les histoires présentent des analogies avec ce conte, Vassilissa a une double mission : rapporter le feu et trouver son tsar. Elle « résout les problèmes domestiques en menant à bien des tâches plutôt qu'en souffrant en silence », et ce sont précisément ses talents domestiques qui lui vaudront la récompense finale (conformément aux valeurs d'une époque révolue). Maria Tatar indique que Vassilissa est le nom générique de l'héroïne de nombreux contes russes, qui s'élèvent d'une humble origine jusqu'à un rang royal. Elle suggère que la poupée représente à la fois son alter ego et un auxiliaire magique, mais peut-être aussi sa mère sous une forme symbolique. Elle note également des analogies avec le conte anglais Jack et le Haricot magique, suggérant que Vassilissa pourrait être envisagée comme la contrepartie féminine du héros Jack. Elle fait enfin remarquer l'importance du thème de l'alimentation, qui apparaît sous de nombreuses formes, dans le conte (entre autres, le feu que Vassilissa va chercher est ce qui permet de transformer le cru en cuit).

## Adaptations
Dans les années 1920, le conte a fait l'objet, en compagnie de trois autres contes russes, d'un manuscrit illustré par Boris Zvorykine, qui a été par la suite édité aux États-Unis, puis en version française aux Éditions Albin Michel en 1982 .
L'auteure américaine Elizabeth Winthrop (en) a écrit un conte pour enfants intitulé Vasilissa the Beautiful: a Russian Folktale et illustré par Alexander Koshkin (Harper Collins, 1991).